# Cerrophidion wilsoni
Cerrophidion wilsoni là một loài rắn trong họ Rắn lục. Loài này được Jadin Townsend, Castoe & Campbell mô tả khoa học đầu tiên năm 2012.